# Мауро Нума
Мауро Нума (італ. Mauro Numa, нар. 8 листопада 1961, Местре, Італія) — італійський фехтувальник на рапірах, дворазовий олімпійський чемпіон (двічі 1984 року), чотириразовий чемпіон світу.

## Виступи на Олімпіадах
| Олімпіада         | Дисципліна           | Місце |
| ----------------- | -------------------- | ----- |
| Лос-Анджелес 1984 | індивідуальна рапіра | 1     |
| Лос-Анджелес 1984 | командна рапіра      | 1     |
| Сеул 1988         | індивідуальна рапіра | 6     |
| Сеул 1988         | командна рапіра      | 7     |
| Барселона 1992    | індивідуальна рапіра | 10    |
| Барселона 1992    | командна рапіра      | 6     |